# Dicranophorus spiculatus
Dicranophorus spiculatus är en hjuldjursart som beskrevs av Myers 1938. Dicranophorus spiculatus ingår i släktet Dicranophorus och familjen Dicranophoridae. Inga underarter finns listade i Catalogue of Life.